# Аспірант
Аспірант (англ. Postgraduate student) — особа, зарахована до закладу вищої освіти для здобуття наукового ступеня доктора філософії.
Аспірант — вчений, який проводить фундаментальні та (або) прикладні наукові дослідження у рамках підготовки в аспірантурі у вищому навчальному закладі/науковій установі для здобуття ступеня доктора філософії.
Аспірант також є титулом для кандидатів на докторський ступінь в німецьких та інших європейських університетах.

## Інші значення

### Релігія
У західному християнстві цей термін також використовується стосовно релігійних покликань як того, хто розрізняє релігійне життя. Після цього йде новіціят, тимчасово посповіданий, а потім постійний.
У буддизмі Чотири етапи просвітлення називаються чотирма рівнями аспіранта в буддизмі Теравади.

### Війська
Аспірант (військове звання)